# Флавия
Флавия (лат. flavus — золотой, белокурый) — древнеримское имя, означающее «белокурая, златовласая». Это женская форма римского имени династии Флавиев (Flavius). Имя по большей части распространено на территории Италии, а также в испано- и португалоговорящих странах.
В Православии и в Католичестве Флавия и Флавия Домицилла — имена святых. Принцесса Флавия — имя главной героини в романе Энтони Хоупа «Узник Зенды».

## Известные носители
- Флавия Максима Фауста (289 или 290 — 326) — супруга Константина I Великого в 307-326 годах, дочь римского императора Максимиана, мать Константина II, Констанция II и Константа
- Флавия Максимиана Феодора — была падчерицей римского императора Максимиана
- Флавия Юлия Констанция (после 293 — 330) — дочь римского императора Констанция I Хлора и его второй жены Флавии Максимианы Феодоры